# František Bakule
František Bakule (17 mai 1877-15 janvier 1957) est un éducateur tchécoslovaque, pédagogue du mouvement d'éducation nouvelle. 
Né à Lidmowitz en royaume de Bohême, dans une famille de paysans aisés, Bakule décide très jeune de devenir instituteur (alors que sa mère le destinait à la prêtrise). Le moment venu, il se forme à l’institut pour la formation des instituteurs de Pftïbram. À cette époque, il découvre les écrits pédagogiques de Léon Tolstoï, qui exerceront une forte influence sur lui. Il est nommé instituteur en 1897. En 1913, las des tracasseries administratives dont il est l'objet, et à l’invitation d’un chirurgien orthopédiste, Rudolf Jedlicka, il prend la direction de l'« Institut pour le traitement et l’éducation des enfants infirmes ». De 1912 à 1919, il dirige cet établissement qui accueillait des enfants infirmes. Lorsque les mutilés de guerre sont accueillis à l'Institut, Bakule instaure une coéducation entre adultes mutilés et enfants handicapés.
En 1919, à la suite de différends avec le conseil d’administration, il est contraint de quitter l'Institut Jedlicka ; douze de ses élèves ainsi que sa collaboratrice Lida Durdikova le suivent. Ils connaissent une existence précaire. C'est à cette époque que se constitue, avec les enfants des faubourgs, la « chorale des petits chanteurs Bakule ». Grâce à l'aide - 25 000 dollars - de la Croix Rouge américaine, Bakule fait l'acquisition d'une villa et d'un terrain à Smichov, sur les hauteurs de Prague, où, avec l'aide des parents d'élève et le travail bénévole de quelques artisans, il édifie son propre institut. Destiné aux enfants des rues ou lourdement handicapés, cet institut accorde une grande importance à l'éducation artistique et se fait connaître par son chœur d'enfants, qui à partir de 1923 donne des concerts aux États-Unis puis dans toute l'Europe (Leoš Janáček collaborera avec Bakule).
Bakule participe en 1925 et 1927 aux congrès de la Ligue internationale pour l'éducation nouvelle, où se produit sa chorale. C'est à cette occasion qu'il fait la connaissance de Paul Faucher, avec qui il se liera l'amitié, et qui organisera une nouvelle série de concerts dans une quarantaine de villes de France en 1929.
Avec la crise économique, l'institut connait des difficultés financières qui aboutissent à sa fermeture et la vente aux enchères du bâtiment en 1937. Bakule donne quelques conférences dans son pays. En 1947, il se rend au Congrès d'Éducation Artistique qui a lieu à Paris.
Bakule meurt dans l'oubli en 1957. 